# Aiglon du Lamentin
Pour les articles homonymes, voir Aiglon.
Maillots
Actualités
L'Aiglon du Lamentin — association sportive et culturelle fondée en 1935 — est un club omnisports basé dans la ville du Lamentin en Martinique. Les sports pratiqués sont le football, le karaté, le badminton, l'escrime, le handball, le volley-ball, le basket-ball et l'athlétisme.
Les éléments suivants concernent la section football du club.

## Histoire
Champion de Martinique en 1992, l'Aiglon dispute la CFU Club Championship 1998. Il élimine les professionnels du San Juan Jabloteh en quart de finale (0-2) avant de s'incliner contre le Caledonia AIA en demi-finale (4-3).

## Résultat en Coupe de France
- Huitième tour en 2022-2023 (Au Stade de la Licorne défaite 10 - 0 face à Amiens SC de Ligue 2).
- Trente-deuxièmes de finale en 2018-2019 (défaite 3 - 2 après prolongations face à l'US Orléans). Après avoir éliminé le Stade Poitevin aux tirs au but, au septième tour et Ste-Geneviève Sports 3 - 2, au huitième.
- Septième tour en 2014-2015 (défaite à Cholet 2-0 face au SO choletais).
- Sixième tour en 2008-2009 (défaite à domicile face à USL Dunkerque de CFA).
- Septième tour en 2006-2007 (défaite à domicile 2 - 0 contre le JA Armentières de CFA 2).
- Septième tour en 2004-2005 (défaite à domicile 4 - 0 contre USL Dunkerque de CFA).
- Huitième tour en 1991-1992 (défaite à Saint-Ouen 4 - 0 contre le GFCO Ajaccio de Division 2).
- Sixième tour en 1965-1966 (défaite 3 - 0 contre l'US Quevilly).

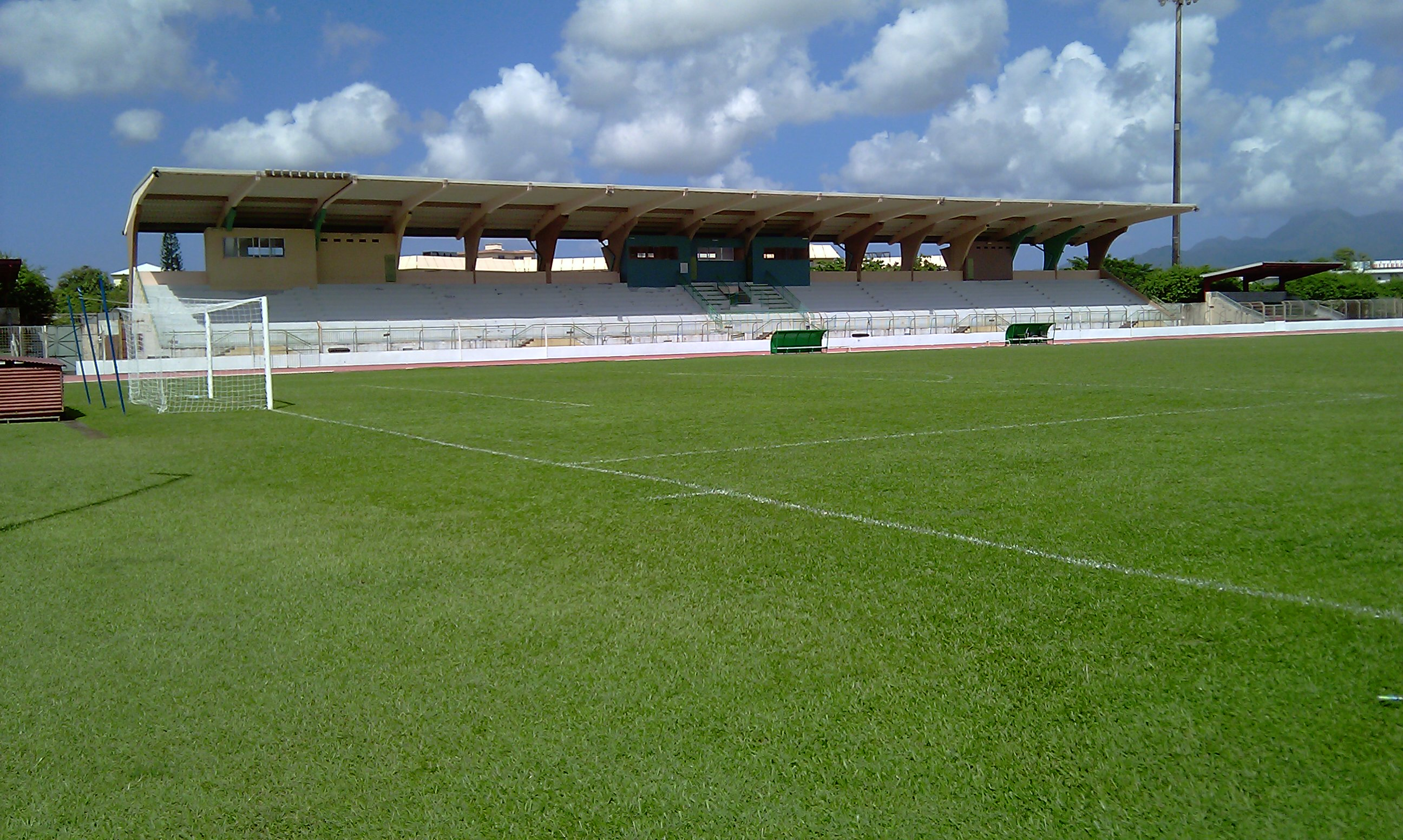
Le stade Georges Gratiant

## Palmarès
- Champion de la Caraibes  1992
- CONCACAF  : Troisième en 1992
- Championnat de la Martinique
  - Champion : 1984, 1991, 1992, 1998

- Coupe de la Martinique
  - Vainqueur : 1995, 1996, 2009
  - Finaliste : 1998, 2020

- Ligue Antilles
  - Vainqueur : 2011
  - Vainqueur : 2020 Coupe VYV (gagne en finale le CS Moulien 1 but à 0)
  - Finaliste de la Coupe VYV en 2021 (défaite 2 buts à 1 face au CS Moulien)

- Trophée du Conseil Général Yvon Lutbert
  - Vainqueur : 1998

## Entraîneurs
- Armelio Luis García (2013-2016)
- Jean-Marc Civault (2017-2020)
- Fabrice Reuperné (depuis 2020)